# Davor Kus
Davor Kus (Rijeka, Croacia, 21 de julio de 1978) es un jugador de baloncesto profesional croata, que en la actualidad milita en las filas del equipo Cibona Zagreb.

## Selección
Kus jugó en los Juegos Olímpicos de 2008 como capitán de la selección croata.

## Trayectoria deportiva
- 1996-00 - KK Rijeka,  Croacia
- 2000-04 - Cibona Zagreb,  Croacia
- 2004-05 - AEK Atenas B.C.,  Grecia
- 2005-07 - Cibona Zagreb,  Croacia
- 2007-08 - Unicaja Málaga, liga ACB  España
- 2008-09 - Cibona Zagreb,  Croacia
- 2009-10 - Benetton Treviso, LEGA  Italia
- 2010-11 - Baloncesto Fuenlabrada. liga ACB  España
- 2011-12 - Cibona Zagreb,  Croacia